# Tamagani

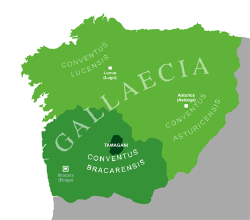
Situación aproximada del pueblo de los Tamaganos en la provincia romana de Gallaecia.

Los tamagani o tamaganos (en latín, TAMAGANI) fueron un pueblo ibérico prerromano que vivía en las márgenes del río Támega, en la zona de la actual comarca de Verín, en la antigua provincia romana de Gallaecia, posiblemente hasta la zona de Chaves, en la región de Trás-os-Montes, en Portugal.

## Identificación
El Padrón de los Pueblos, especialmente, ayuda a identificar a los tamaganos con la misma raíz del río Támega, de donde se supone que el grupo tomó su nombre. La raíz *tam- corresponde a diversos antiguos hidrónimos, como se puede comprobar en la misma Galicia: río Tambre (antiguo Tamare), río Tamuxe, río Támoga, etc., con paralelos en otros lugares de España y Europa, siendo quizás el más conocido el río Támesis, que pasa por Londres. Se trata de una antigua raíz indoeuropea con el significado de «oscuro» o «profundo», cuyo significado de «oscuro» todavía se ha conservado en las lenguas eslavas, cfr. checo, tma «oscuro»; ruso, temnotá «oscuro», temnéti «oscurecer».
Se puede concretar la situación de los tamaganos en el valle de Monterrey o de Verín por el hecho de que aún hoy perduran los topónimos Tamagos y Tamaguelos para dos pequeños pueblos. Tamagos deriva sin duda del nombre de los tamaganos, siendo Tamaguelos un diminutivo con el sufijo latino -ellos. Lo que no es óbice para que su territorio se extendiese más allá del curso alto del Támega, aguas abajo, hasta lo que hoy es territorio portugués.